# Gothardo Netto
Gothardo Lopes Netto (Volta Redonda, 12 de maio de 1963) é um político brasileiro e médico. Foi prefeito da cidade de Volta Redonda e deputado estadual do Rio de Janeiro.

## Biografia
Gothardo Lopes Netto, nascido em Volta Redonda, estado do Rio de Janeiro realizou o curso de medicina no Centro Universitário de Volta Redonda (UniFOA), tendo feito o internato e a residência médica no Hospital dos Servidores do Estado, onde iniciou a vida política através da Associação dos Médicos Residentes do Estado do Rio de Janeiro (AMERERJ).
Em 2004 foi eleito prefeito da cidade de Volta Redonda, em substituição a Antônio Francisco Neto, vencendo no pleito os candidatos: Paulo Baltazar (PSB), Cida Diogo (PT) e Mariana Caetano (PSTU).
Em 1º de janeiro de 2009 passou o cargo para o então prefeito Antônio Francisco Neto.
Tentou uma vaga na Alerj, em 2010, pelo PSB, mas não conseguiu a eleição com 24.459 votos.
Em 2013, com a nomeação de Gustavo Tutuca como novo secretário estadual de Ciência e Tecnologia, Gothardo, que era seu suplente, assumiu a cadeira de deputado estadual na ALERJ.

Em 28 de agosto de 2020 foi preso preventivamente durante a Operação Tris in Idem da polícia federal.